# Sztywność
Sztywność – siła konieczna do uzyskania jednostkowego przemieszczenia. Odwrotność podatności.